# Le Signe du Bélier
Pour plus de détails, voir Fiche technique et Distribution.

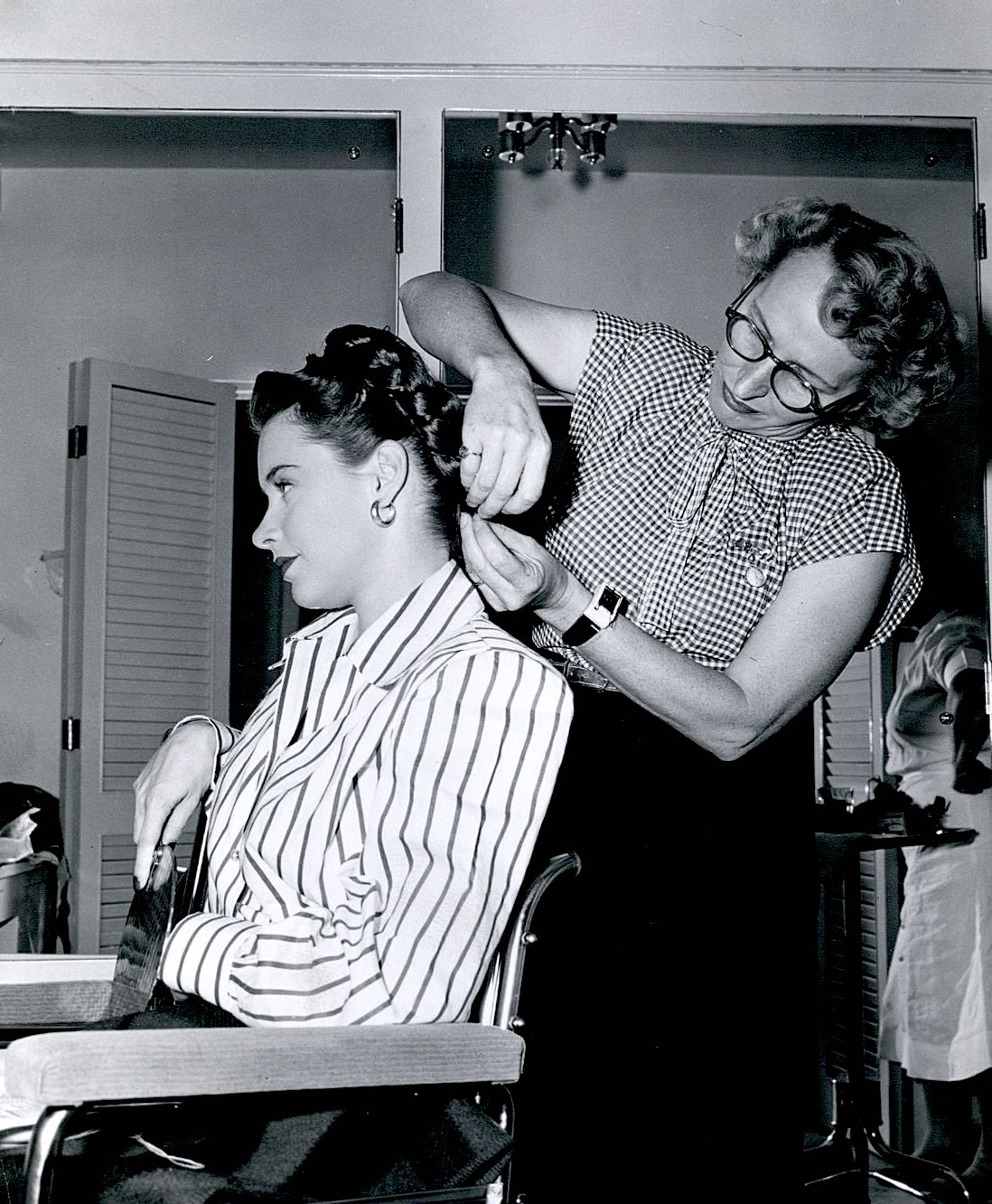
Bert French et Susan Peters

Le Signe du Bélier (The Sign of the Ram) est un film dramatique américain réalisé par John Sturges et sorti en 1948.

## Synopsis
Sherida Binyon entre comme secrétaire au service de Leah St. Aubyn, romancière devenue paralytique à la suite du sauvetage de ses deux enfants. Mais, de ce jour, elle les tient sous son joug et a décidé qu'ils ne se marieraient pas. Elle monte les jeunes gens contre Sherida.

## Fiche technique
- Titre original : The Sign of the Ram
- Titre français : Le Signe du Bélier
- Réalisation : John Sturges
- Scénario : Charles Bennett, d'après le roman de Margaret Ferguson
- Direction artistique : Sturges Carne, Stephen Goosson
- Décorateur de plateau : Wilbur Menefee, Frank Tuttle
- Costumes : Jean-Louis Berthault
- Maquillage : Clay Campbell (makeup artist)
- Directeur de la photographie : Burnett Guffey
- Montage : Aaron Stell
- Musique : Hans J. Salter
- Production : Irving Cummings Jr.
- Société(s) de production : Columbia Pictures Corporation
- Société(s) de distribution : Columbia Pictures
- Pays de production :  États-Unis
- Année : 1948
- Langue originale :  anglais
- Format : noir et blanc – 35 mm – 1,37:1 – mono
- Genre : drame
- Durée : 84 minutes
- Date de sortie :
  - États-Unis : 3 mars 1948

## Distribution
- Susan Peters : Leah St. Aubyn
- Alexander Knox : Mallory St. Aubyn
- Phyllis Thaxter : Sherida Binyon
- Peggy Ann Garner : Christine St. Aubyn
- Ron Randell : Dr Simon Crowdy
- Dame May Whitty : Clara Brastock
- Allene Roberts : Jane St. Aubyn
- Ross Ford : Logan St. Aubyn
- Diana Douglas : Catherine Woolton
- Gerald Hamer : Vicaire Woolton
- Doris Lloyd : Mrs Woolton
- Margaret Tracy : Emily